# Pierre Janse
Pierre Janse (Heythuysen, 6 mei 1933 - Venlo, 20 december 2005) was een Nederlandse voetballer die tijdens zijn profloopbaan uitsluitend voor VVV uitkwam.
Janse werd in 1955 door VVV overgenomen van derdeklasser VCH. Op 4 september 1955 maakte de 22-jarige aanvaller zijn profdebuut in een uitduel bij Limburgia (2-1 verlies), als invaller voor Hay Lamberts. Janse scoorde zijn enige eredivisiegoal op 19 mei 1957, in een door VVV met 3-1 verloren uitwedstrijd bij NAC. Een jaar later keerde hij terug naar de amateurs, waar hij eerst opnieuw voor VCH en later nog, vanaf 1964, voor SV Panningen speelde. Na zijn spelersloopbaan is hij nog trainer geweest van onder meer VVV '03 en VV Reuver.

## Profstatistieken
| Seizoen         | Club            | Competitie      | Competitie | Competitie | Beker | Beker | Overige | Overige | Totaal | Totaal |
| Seizoen         | Club            | Competitie      | Wed.       | Dlp.       | Wed.  | Dlp.  | Wed.    | Dlp.    | Wed.   | Dlp.   |
| --------------- | --------------- | --------------- | ---------- | ---------- | ----- | ----- | ------- | ------- | ------ | ------ |
| 1955/56         | VVV             | Hoofdklasse A   | 1          | 0          | —     | —     | —       | —       | 1      | 0      |
| 1956/57         | VVV             | Eredivisie      | 4          | 1          | 1     | 0     | —       | —       | 5      | 1      |
| 1957/58         | VVV             | Eredivisie      | 0          | 0          | 0     | 0     | —       | —       | 0      | 0      |
| Carrière totaal | Carrière totaal | Carrière totaal | 5          | 1          | 1     | 0     | 0       | 0       | 6      | 1      |